# تایو کوگیو
تایو کوگیو (انگلیسی: Taiyo Kogyo) شرکت ساخت‌وساز ژاپنی است، که در سال ۱۹۲۲ تأسیس شد.